# تفسير الكتاب العزيز (كتاب)
كتاب تفسير كتاب الله العزيز لمؤلفه هود بن محكم الهواري من أحد تفاسير الإباضية، وهذا الكتاب مختصر من كتاب يحيى بن سلام الذي ذاع صيته في القرنين الثالث والرابع الهجري في المغرب العربي عموما.
ومن أبرز مميزات الكتاب: أنه يعد أحد التفاسير النادرة التي تمثل معتقدات فرقة الإباضية، ومن أوائل التفاسير التي شملت القرآن كله.
ويعد المؤلف من المفسرين الذين اعتمدوا في تفسيرهم على التفسير بالمأثور، حيث إنه فسر القرآن بالقرآن، وبالسنة، وبأقوال الصحابة والتابعين، ومن ناحية أخرى أكثر من ذكر الإسرائيليات حينما تعرض لتفسير آيات القرآن الكريم.
وأظهر المفسر اهتماما خاصا بعلوم القرآن، حيث تحدث عنها في الكثير من المواطن في تفسيره، ومن العلوم التي تعرض لها: أسباب النزول، والمكي والمدني، والتقديم والتأخير، والناسخ والمنسوخ، وفضائل الآيات والسور، بالإضافة إلى اللغة والبلاغة.

## التعريف بكتاب تفسير كتاب الله العزيز ومؤلفه
اسم الكتاب: تفسير كتاب الله العزيز.
ومؤلفه: هود بن محكم الهواري، من علماء القرن الثالث الهجري، ومن قبيلة هوارة البربرية، وهو عالم متفنن.
وأبوه محكم، وقد وصف بأنه كان قاضيا عادلا تقيا ورعا قويا في دينه، متينا في أخلاقه، يجهر بالحق ولا يخاف في الله لومة لائم.

## موضوعات الكتاب
تفسير كتاب الله كاملا من أول سورة الفاتحة إلى آخر سورة الناس، وأشار المفسر في مقدمة تفسيره إلى العديد من قضايا علوم القرآن التي منها القراءات وفضائل القرآن وأسباب النزول، والتي تظهر وبشكل واضح مدى إلمام المفسر بهذه القضايا.